# کوره‌های آجرپزی نور
کوره‌های آجرپزی نور یک منطقهٔ مسکونی در ایران است که در دهستان نرجه واقع شده‌است.